# قهوة مثلجة
القهوة المثلجة هي نوع من مشروب القهوة يُقدم باردًا، عادة ما تُخلط المحليات والنكهات في القهوة الساخنة قبل التبريد، وذلك بسبب سرعة ذوبان المكونات في الماء الساخن. ويمكن استخدام الشراب (سكر مذاب مسبقًا في الماء) أيضًا، يعود أصلها للجزائر وتحديدا مدينة مزغران بمستغانم و انتشرت عالميا بسبب الاحتلال الفرنسي للجزائر.
تباع القهوة المثلجة المعبأة مسبقًا في البقالات في العديد من البلدان، ولكن بدون ثلج. كما تتوفر القهوة المثلجة في معظم المقاهي. بغض النظر عن طريقة التخمير، تُخمّر القهوة المثلجة عمومًا بقوة أعلى من القهوة العادية، بسبب التخفيف الناتج عن استخدام الثلج.

## مكوناتها
قهوة ثقيلة باردة مع حليب بارد وسكر وقطع من الثلج.

## المصدر
1. ↑  William H. (William Harrison) (1922). All about coffee. New York, The Tea and Coffee Trade Journal Company. مؤرشف من الأصل في 2021-09-09.
2. ↑  -موقع اطيب طبخة_طريقة عمل القهوة المثلجة [وصلة مكسورة] نسخة محفوظة 2020-04-26 على موقع واي باك مشين.